# Ganryu Island

Ganryu Island est un album de John Zorn sorti en 1984 sur le label Yukon Recordings avant d'être réédité par Tzadik en 1998. Il s'agit d'un album enregistré en duo avec le maître du shamisen Sato Michihiro.

## Titres
| 1.    | Ryukyu Heishi       | 6:12  |
| 2.    | Haguregumo          | 14:14 |
| 3.    | Two Ronin           | 3:53  |
| 4.    | Kagemusha           | 10:37 |
| 5.    | Odori Dayu          | 5:31  |
| 6.    | Ganryu Island       | 11:11 |
| 7.    | Yoshiwara Kaidan    | 3:27  |
| 8.    | Natsu Matsuri       | 5:31  |
| 9.    | Girl                | 5:29  |
| 10.   | Yonaka No Hatashiai | 2:07  |
| 11.   | Uma No Koku         | 2:39  |
| 12.   | Tsugaru Bushido     | 4:33  |
| 75:24 |                     |       |

## Personnel
- Sato Michihiro - shamisen
- John Zorn - saxophones, clarinettes, appeaux